# Аристово (Ферзиковский район)
Аристо́во — деревня в Ферзиковском районе Калужской области России. Является центром сельского поселения «Деревня Аристово».

## География
Находится на берегу реки Горна, возле автодороги 29Н-460, северо-западнее административного центра района Ферзиково.

## История
В XVIII веке деревня входила в состав Ферзиковской волости Калужского уезда.
В 1859 году деревня состояла из 105 дворов, в которых проживало 316 мужчин и 403 женщины, то есть всего проживало 719 человек.
По данным на 1896 год, в деревне Аристово проживало 260 мужчин и 290 женщин (всего 550 человек). Расстояние от города до деревни составляло 32 версты (около 34,1 км).
В Списке населённых пунктов Калужской губернии 1914 года деревня числится как населённый пункт с земской школой и проживающими 275 мужчинами и 303 женщинами (всего 578 человек). Расстояние от города до деревни составляет всё те же 32 версты.

## Население
| 2002 | 2010 | 2011 |
| ---- | ---- | ---- |
| 402  | ↘398 | ↗411 |

## Инфраструктура
Дом культуры, Аристовская средняя общеобразовательная школа, Аристовский фельдшерско-акушерский пункт

## Транспорт
Деревня доступна автотранспортом. Ближайшая остановка общественного транспорта «Ивашево». 